# Dendrodoris guineana
Dendrodoris guineana is een slakkensoort uit de familie van de Dendrodorididae. De wetenschappelijke naam van de soort is voor het eerst geldig gepubliceerd in 1996 door Valdés & Ortea.